# 소셜 디덕션 게임
소셜 디덕션 게임(social deduction game, 사회적 추론 게임)은 플레이어가 다른 플레이어의 숨겨진 역할이나 팀 충성도를 알아내려고 시도하는 게임을 말한다. 이 게임들의 공통된 특징은 팀 단위로 플레이된다는 것으로, 한 팀은 선으로 간주되고 다른 팀은 악으로 간주된다. 게임 중에 플레이어는 논리적, 연역적 추론을 이용하여 다른 사람의 역할을 유추하려고 애쓰는 반면 다른 플레이어들은 자신들이 의심을 받지 못하도록 허세를 부린다.
소셜 디덕션 게임의 예로는 마피아가 있으며 오직 마피아만이 누가 마피아이고 마피아 플레이어의 역할을 인지한다. 카드 게임 뱅!은 보안관의 역할만 모두에게 공개된다. 시크릿 히틀러는 파시스트들만이 누가 파시스트들인지 인지한다. 기타 소셜 디덕션 게임으로는 더 레지스턴트, 가짜 예술가 뉴욕에 가다(A Fake Artist Goes to New York), 디셉션: 머더 인 홍콩, 듀라큘라의 축제(Dracula's Feast), 더 카멜레온(The Chameleon), Two Rooms and a Boom, 스파이폴 2, 러브 레터, 위치 헌트, 크로스파이어 등이 있다.

## 저명한 게임
- 마피아 (1986)[4]
- Werewolf (1990년대 중순 ~ 말)[4]
- 시크릿 히틀러 (2016)[5]
- Coup[6]
- 스파이폴

### 비디오 게임
- 트러블 인 테러리스트 타운(Trouble in Terrorist Town): 게리 모드 수정판 (2006)[7]
- 타운 오브 살렘 (2014)[7]
- 어몽 어스 (2018)[8]
- 스페이스 스테이션 13 (2003)[9]